# Bihor (distrikt)
Bihor er et distrikt i Transsylvanien i Rumænien med 600.223 (2002) indbyggere. Hovedstad er byen Oradea. Bihor ligger op til Ungarn.
I Bihor ligger Apuseni naturpark, med flere huler.
I Coliboaiahulen er der fundet gamle hulemalerier.

## Byer
- Oradea
- Beiuş
- Marghita
- Salonta
- Aleşd
- Nucet
- Săcueni
- Ştei
- Valea lui Mihai
- Vaşcău

## Kommuner
| - Abram - Abrămuţ - Aştileu - Auşeu - Avram Iancu - Balc - Batăr - Biharia - Boianu Mare - Borod - Borş - Bratca - Brusturi - Budureasa - Buduslău - Bulz - Bunteşti - Căbeşti - Câmpani | - Căpâlna - Cărpinet - Cefa - Ceica - Cetariu - Cherechiu - Chişlaz - Ciuhoi - Ciumeghiu - Cociuba Mare - Copăcel - Criştioru de Jos - Curăţele - Curtuişeni - Derna - Diosig - Dobreşti - Drăgăneşti - Drăgeşti | - Finiş - Gepiu - Girişu de Criş - Hidişelu de Sus - Holod - Husasău de Tinca - Ineu - Lăzăreni - Lăzuri de Beiuş - Lugaşu de Jos - Lunca - Mădăraş - Măgeşti - Nojorid - Olcea - Oşorhei - Paleu - Pietroasa - Pocola | - Pomezeu - Popeşti - Răbăgani - Remetea - Rieni - Roşia - Roşiori - Sâmbăta - Sânicolau Român - Sânmartin - Sântandrei - Sârbi - Săcădat - Sălacea - Sălard - Spinuş - Suplacu de Barcău - Şimian - Şinteu | - Şoimi - Şuncuiuş - Tărcaia - Tămăşeu - Tarcea - Tăuteu - Tileagd - Tinca - Tulca - Ţeţchea - Uileacu de Beiuş - Vadu Crişului - Vârciorog - Viişoara |